# Rising Sun (Stray from the Path)
Rising Sun è il quinto album in studio del gruppo musicale statunitense Stray from the Path, pubblicato il 30 agosto 2011 dalla Sumerian Records.

## Tracce
1. Rising Sun – 2:03
2. Death Beds (feat. Jonathan Vigil) – 2:38
3. Mad Girl – 3:09
4. Bring It Back to the Streets (feat. Andrew Neufeld) – 3:05
5. iMember – 3:44
6. Dead Rabbits – 3:23
7. Prey (feat. Cory Brandan) – 3:22
8. Center of Attention – 2:36
9. The Laughing Man – 2:19
10. The Escape Artist – 3:00
11. Crashing Down – 3:18

## Formazione
Stray from the Path
- Andrew Dijorio – voce
- Thomas Williams – chitarra
- Anthony Altamura – basso, voce secondaria
- Dan Bourke – batteria, percussioni

Altri musicisti
- Jonathan Vigil – voce in Death Beds
- Andrew Neufeld – voce in Bring It Back to the Streets
- Cory Brandan – voce in Prey

## Classifiche
| Classifica (2008)         | Posizione massima |
| ------------------------- | ----------------- |
| Stati Uniti (heatseekers) | 19                |